# Centro de Documentación sobre el Nacionalsocialismo de la ciudad de Colonia

Logo del NS-DOK

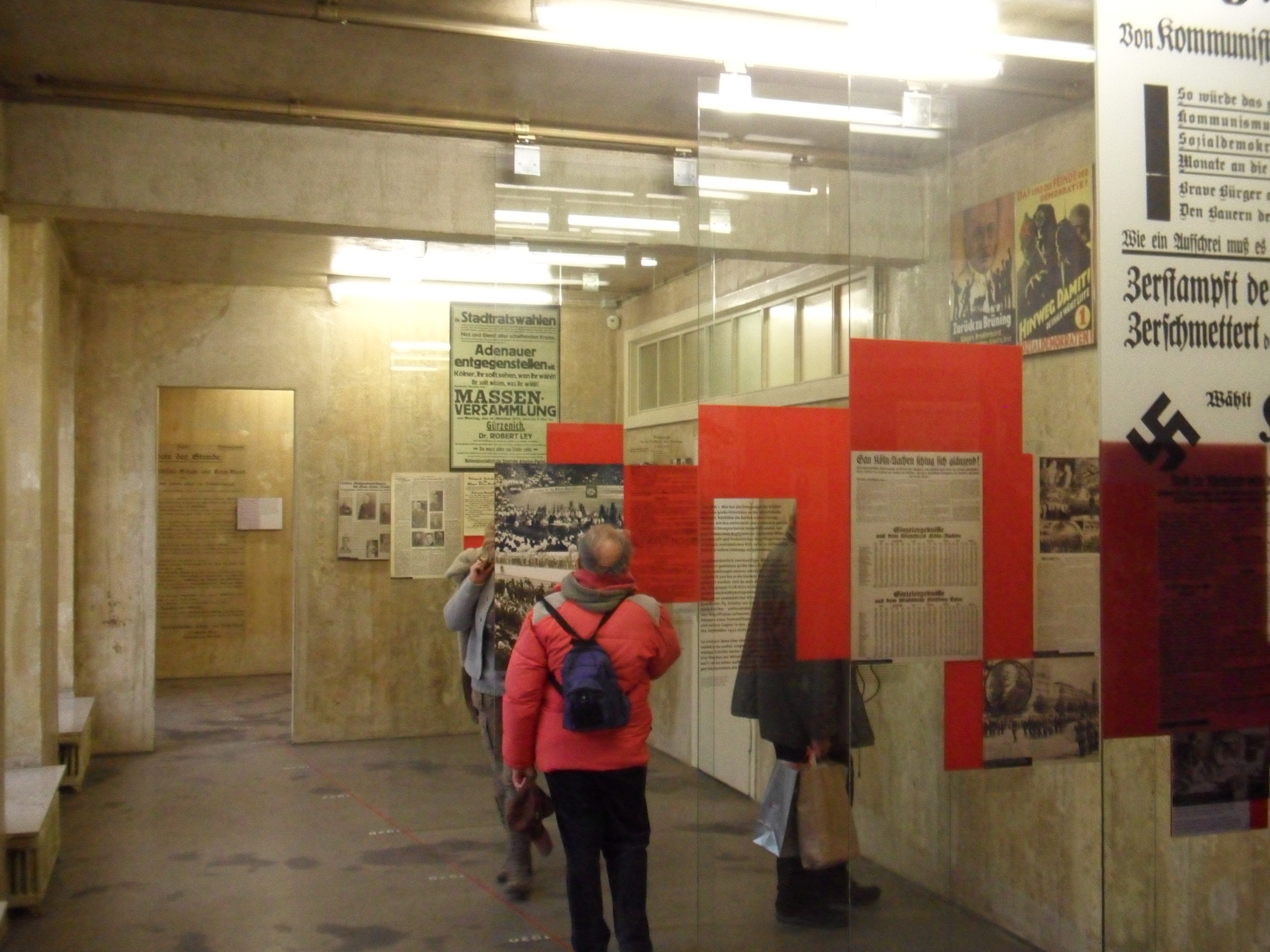
La exposición permanente

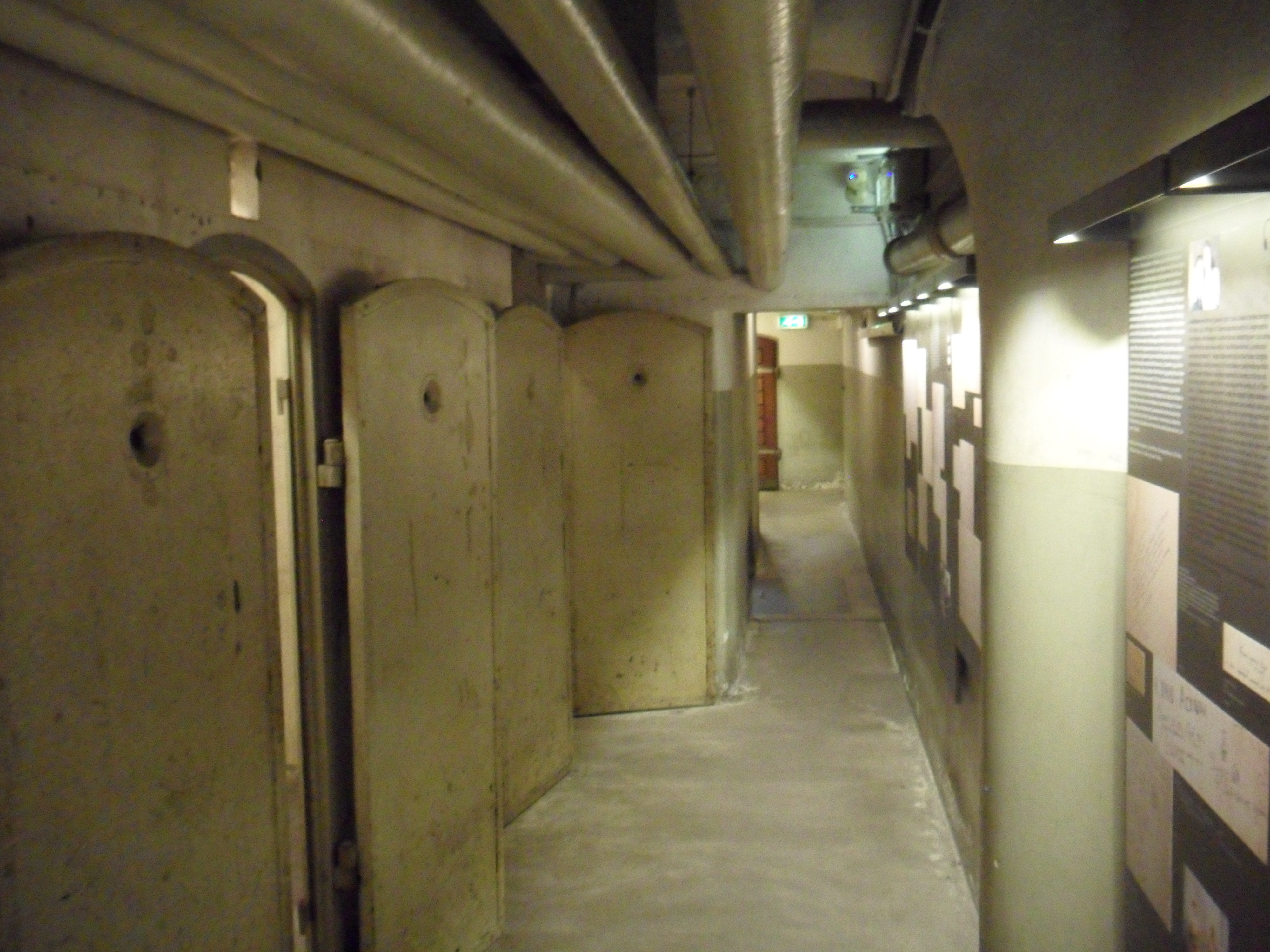
Celdas en el sótano

El Centro de Documentación sobre el Nacionalsocialismo de la ciudad de Colonia (en alemán: NS-Dokumentationszentrum der Stadt Köln) fue fundado el 13 de diciembre de 1979 por resolución del Consejo de Colonia y se desarrolló hasta convertirse en el mayor lugar conmemorativo local para las víctimas del nacionalsocialismo en la República Federal de Alemania. Desde 1988 tiene su sede en el llamado EL-DE-Haus (Casa EL-DE), bautizado con las iniciales de su propietario, el comerciante católico Leopold Dahmen. Allí estuvo ubicada desde diciembre de 1935 hasta marzo de 1945 la central de la Gestapo de Colonia. En los últimos meses de la Segunda Guerra Mundial varios cientos de personas fueron ejecutadas en el patio interior del EL-DE-Haus, principalmente trabajadores forzados extranjeros de ambos sexos. Como por una ironía del destino, el EL-DE-Haus no sufrió daños en general durante la guerra.
El Centro de Documentación sobre el Nacionalsocialismo (NS-DOK) está dedicado a la memoria de las víctimas del régimen nacionalsocialista, así como a la investigación y transmisión de la historia de Colonia en la época del nacionalsocialismo. El 4 de diciembre de 1981 se inauguró la antigua prisión de la Gestapo como lugar conmemorativo. En sus diez celdas se han conservado alrededor de 1.800 inscripciones y dibujos originales de los prisioneros. Este lugar conmemorativo constituye una de las prisiones mejor conservadas de la época nacionalsocialista y un bien cultural de importancia nacional e internacional. 
La exposición permanente "Colonia en tiempos del nacionalsocialismo", que se puede visitar desde junio de 1997 en el EL-DE-Haus, recrea toda la vida política y social de Colonia en la época nacionalsocialista: la toma de poder y el aparato del régimen, la propaganda y la "comunidad nacional", la vida cotidiana, la juventud, la religión, la persecución por motivos de raza y el genocidio de los judíos y de los gitanos de Colonia, así como la resistencia, la guerra y la sociedad en estos años. Además se muestran exposiciones extraordinarias sobre aspectos locales e interregionales de la época nacionalsocialista y se celebran más de 130 actos cada año. El ámbito de la pedagogía museística y la Oficina de Información y Educación contra el Extremismo de Derecha desarrollan en sus respectivos campos numerosas ofertas formativas. 
El NS-DOK se define también como un marcado espacio de investigación, una tarea a la que contribuyen tanto la biblioteca con su literatura sobre Colonia en la época nacionalsocialista y la historia del nacionalsocialismo en general y del extremismo de derechas, como el Departamento de Documentación, encargado de preservar, evaluar en bases de datos y posibilitar el acceso a las amplias colecciones de fotografías, carteles, objetos, documentos y memorias. Numerosos proyectos tratan entre otros temas la historia judía, los informes y entrevistas de testigos de la época, el trabajo forzado, la Policía, la juventud, la prensa y las asociaciones, diferentes grupos de víctimas y la memoria del nacionalsocialismo, como en el caso del proyecto "Stolpersteine" (adoquines conmemorativos) del artista colonés Gunter Demnig. Entre los mayores proyectos de investigación en curso figuran la historia del holocausto, la  resistencia, la jefatura de distrito del NSDAP, la planificación urbanística, la política sanitaria y las "Juventudes Hitlerianas". Los resultados de las investigaciones se publican en una serie propia de escritos, la serie "cuadernos de trabajo" y una serie de la Oficina de Información y Educación contra el radicalismo de derecha, así como en muchas publicaciones individuales y en la propia página de Internet.
El Centro de Documentación del Nacionalsocialismo forma parte desde 2008 de la Unión de Museos Municipales de Colonia como institución municipal y es competente por ello dentro de la administración municipal del tratamiento de temas relativos al pasado nacionalsocialista de la ciudad, entre los que figuran también los programas de visitas organizados desde 1989 por la ciudad para los antiguos trabajadores y trabajadoras forzados.

## Galardones
El Centro de documentación de Colonia ha recibido múltiples galardones:
- Premio Museo Europeo del Año 2000 (apreciación especial) (del inglés: European Museum of the Year Award)
- Premio de Arquitectura de Colonia 2001 (en alemán: Kölner Architekturpreis)
- Premio de Arquitectura de Rhenania del Norte-Westfalia 2001
- Invitación al Congreso en Dubrovnik: "Lo Mejor en Patrimonio. Presentación annual del mejor museo y proyecto patrimonial" 2002
- Premio de Historia 2006 del "History Channel" por el proyecto de investigación: Navahos y Piratas del Edelweiss – Comportamiento de la Juventud no-adaptada en Colonia 133-1945)
- Premio por Innovación en la educación de adultos 2007 del Instituto Alemán para Educación de Adultos

## Exposiciones especiales (selección)
- Noviembre de 1988 - enero de 1989: Destino de los judíos en Colonia, 1918–1945
- Noviembre de 2002 - febrero de 2003: Distintivo Especial: Negro. Gente negra en el estado nacional-socialista
- Mayo de 2003 - noviembre de 2003: Imágenes de una ciudad extraña. Trabajos forzados en Colonia, 1929–1945
- Noviembre de 2003 - enero de 2004: Hans Calmeyer y el rescate de judíos en los Países Bajos
- Mayo - noviembre de 2005: Dentro de las frentes. Experiencias de la guerra en Colonia, 1939–1945
- Mayo - septiembre de 2010: Colonia y su arquitectos judíos
- Noviembre de 2011 - marzo de 2011: Kölle Alaaf (lema de carnaval en Colonia) bajo de la Esvástica